# Mangelia striolata
Mangelia striolata é uma espécie de gastrópode do gênero Mangelia, pertencente a família Mangeliidae.